# Crépon
Crépon település Franciaországban, Calvados megyében. Lakosainak száma 222 fő (2022. január 1.). Crépon Bazenville, Meuvaines, Sainte-Croix-sur-Mer, Ver-sur-Mer, Creully sur Seulles és Ponts sur Seulles községekkel határos.

## Népesség
A település népességének változása:
| Lakosok száma | 241  | 203  | 209  | 209  | 218  | 218  | 212  | 208  | 212  | 222  |
|               | 1968 | 1982 | 1990 | 2006 | 2013 | 2015 | 2017 | 2019 | 2020 | 2022 |